# 張淅蕾
張淅蕾（CHEUNG Sik Lui，1989年6月14日—），香港女子劍擊運動員。

## 簡歷
現時就讀於香港知專設計學院 (HKDI),視覺傳達科高級文憑三年級(Visual Communication)
中學時就讀於梁文燕紀念中學，曾獲頒「屈臣氏集團香港學生運動員獎」。
2010年，張淅蕾代表香港參加廣州亞運會擊劍比賽，伙拍鄭玉嫻、楊翠玲和呂慧妍取得女子重劍團體銅牌。